# Potočiště
Potočiště (németül Dürnbach) Odrava község településrésze Csehországban a Karlovy Vary-i kerület Chebi járásában. Odravatól 3,5 km-re nyugatra fekszik 2,47 km² területen. 20 lakóháza és 37 állandó lakosa van.

## Fordítás
- Ez a szócikk részben vagy egészben a Potočište című cseh Wikipédia-szócikk ezen változatának fordításán alapul.  Az eredeti cikk szerkesztőit annak laptörténete sorolja fel. Ez a jelzés csupán a megfogalmazás eredetét és a szerzői jogokat jelzi, nem szolgál a cikkben szereplő információk forrásmegjelöléseként.